# Cease to Begin
Cease to Begin è il secondo album discografico del gruppo musicale indie rock statunitense Band of Horses, pubblicato nell'ottobre 2007 dalla Sub Pop Records. Il disco è stato realizzato dopo un cambio radicale nella formazione della band, di cui rispetto all'esordio Everything All the Time è rimasto solo Ben Bridwell.

## Tracce
1. Is There a Ghost – 2:59
2. Ode to LRC – 4:16
3. No One's Gonna Love You – 3:37
4. Detlef Schrempf – 4:28
5. The General Specific – 3:07
6. Lamb on the Lam (in the City) – 0:50
7. Islands on the Coast – 3:34
8. Marry Song – 3:23
9. Cigarettes, Wedding Bands – 4:35
10. Window Blues – 4:01

## Formazione
- Ben Bridwell - voce, chitarra
- Rob Hampton - chitarra, basso
- Creighton Barrett - batteria